# Municipio de San Pedro Ixcatlán
El municipio de San Pedro Ixcatlán es un municipio del distrito de Tuxtepec perteneciente al estado mexicano de Oaxaca. Tiene una población de 11.829 habitantes (2002) y una extensión de 170 km², aunque buena parte de esos terrenos están bajo las aguas del embalse Miguel Alemán. Su densidad de población es de 69,58 habitantes por km².
Los mazatecos, etnia predominante de San Pedro Ixcatlán, se llaman a sí mismos, en su lengua (el mazateco), shuta nima, que quiere decir "los labradores, pobres, humildes, gente de costumbre". Sin embargo, el resto del mundo los nombra con una palabra que procede muy probablemente de la lengua del imperio azteca, el náhuatl: mazatl-, venado, y el sufijo de gentilicio -tecatl formarían "mazateco", "gente del venado".
La etimología del término Ixcatlán proviene también del náhuatl y quiere decir «junto o entre algodón» o «sitio donde hay algodón». El término ixcatl quiere decir «algodón» y la terminación -tlan se traduce como «junto o entre». Es relevante para esta determinación que el área donde se ubica San Pedro es productora de algodón desde tiempos anteriores a la conquista.  Existe otra hipótesis que traduce el término ixcatl como carnero u oveja (lo cual es correcto), significando entonces ixcatlán  «junto o entre carneros». Pero en esa parte de América no había, antes de la conquista, animales que produjeran lana.

## Ubicación y accesos
El municipio se sitúa en la región de Mazateca Baja, ubicada en la cuenca del Papaloapan, al norte del estado. Se halla en la orilla del río Tonto, hoy remansado en el embalse de la presa Miguel Alemán, que se construyó a mediados del siglo XX. Su altitud varía desde los 40 m sobre el nivel del mar en su zona más baja a los 1.500 m donde se ubica el barrio más alto.  La cabecera municipal está situada a 150 m sobre el nivel del mar. Sus coordenadas geográficas son; longitud: 96º30’ O, latitud: 18º09’ N.
San Pedro de Ixcatlán limita con los siguientes municipios; al norte con San José Independencia y el municipio de San Miguel Soyaltepec, al sur con San Felipe Jalapa de Díaz y San Lucas Ojitlán, al este con el municipio de San Miguel Soyaltepec y al oeste con San José Tenango.

### Comunicaciones
Las comunicaciones del San Pedro de Ixcatlán están basadas en los medios terrestres y fluviales. Por tierra hay una carretera que une el municipio a la carretera principal Tuxtepec – Huautla y otras comunidades como San Felipe Tilpan, Cerro Quemado, Arroyo Murciélago, El Progreso, Camino Sacristán y La Laguna. Otra carretera que llega al municipio pasa por el embalse de la Presa Cerro de Oro, y se dirige a San Lucas Ojitlán y a San Felipe Jalapa de Díaz. Todas esta vías de comunicación están en mal estado de conservación: algunas deficientemente asfaltadas y otras son, todavía, caminos de terracería.
Por vía fluvial, la principal para el abastecimiento de mercancías y el comercio, se utiliza el embarcadero de la presa de Miguel Alemán. Los medios de transporte utilizados son lanchas de gran tonelaje, hasta 20Tm, que sirven para realizar el transporte de las mercancías y productos. Existe también toda una variedad de medios privados, desde lanchas rápidas hasta pequeñas chalupas a remos.
Los códigos postales del municipio son; 68450 para San Pedro Ixcatlán, 68451 para San Felipe Tilpan y El Progreso y 68452 para Cerro Quemado.

### Composición
Consta de 22 localidades y la cabecera municipal.
La composición de la población del municipio es diversa. La población indígena es de unos 8.751 habitantes, que mantienen vivas las lenguas mazateca y chinanteca. Según el censo de 2000 la población era de 10 854 habitantes, siendo la mayoría de ellos de ascendencia indígena y el resto mestizos de ascendencia española.
La lengua mazateca, la más común, se usa con dos dialectos diferenciados. En las comunidades de Ixcatlán (Raya Ixcatlán, Camino Sacristán, La Laguna, Arroyo Murciélago, El Progreso, Cerro Quemado, Cerro Camarón y Arroyo Zontle) se usa la variante dialectal ixcateca. En San Felipe Tilpan, Cabeza Tilpan, La Pochota y Emiliano Zapata se usa la variante ngat’iá o de San José, también llamada tenanguero.
El castellano se habla mayoritariamente en la cabecera municipal y áreas urbanas del municipio. El número de bilingüístas está creciendo al expandirse la lengua mazateca a los núcleos urbanos.
La religión mayoritaria es la católica.

## Hidrografía y orografía

### Hidrografía
El río Tonto, en el que se sitúa la presa, es el principal recurso hidráulico de la región. En el Tonto desembocan, entre otros, el río Uluapan, el arroyo El Progreso, Cerro Quemado, el Murciélago, el arroyo de los Matías o el de San Felipe.
Todos los cursos de agua y manantiales se resienten de la abusiva tala que se ha practicado en las últimas décadas, que ha producido una disminución muy apreciable de su caudal.
El Proyecto Hidráulico Miguel Alemán, que se puso en marcha en 1949, represando el río Tonto, transformó la vida del municipio al inundar una buena parte de sus tierras, muchas de las cuales eran de labor y de buena calidad agrícola. Muchos habitantes fueron reubicados en otros términos municipales.
El embalse tiene una capacidad de 8 000 millones de metros cúbicos y ocupa una superficie de 47 800 hectáreas, extendiéndose por los estados de Oaxaca, Veracruz y Puebla. La central hidroeléctrica asociada a la presa, ubicada en Temascal, genera más de 1 070 millones de kW·h al año en 2003.

### Orografía
La cadena montañosa que recorre la región de este a oeste y noreste, donde comienza la Sierra de Mazateca, aloja en sus faldas a los pequeños núcleos rurales que componen San Pedro de Ixcatlán. El embalse ha dado lugar a un sinfín de islas de diversos tamaños que también están habitadas, al igual que la península en la que se asienta la cabecera municipal.
La vegetación del territorio municipal es la típica de la selva media. Abundan el ámate, higo, guapinol, aguacatillo, caoba, roble, palma, ceiba y hormiguillo. Hay una sobreexplotación de las maderas preciosas.
La fauna, acorde con las características de la vegetación, está compuesta entre otras especies por urracas, pepes, zacuas, ratones, pájaro carpintero, ardilla, tlacuaches, zopilotes, zorrillo, gavilanes, tecolotes, venado de cola gris, puerco espín, armadillo, mapache, águilas o gavilán.

### Clima
El tipo de clima de la región es el tropical. Suele llover abundantemente en mayo, y en los meses siguientes las precipitaciones van menguando gradualmente hasta febrero. En diciembre y enero baja la temperatura, mientras que en abril y mayo suele alcanzar los 40 °C. Al situarse en el golfo de México, hay vientos regulares, más fuertes por la tarde.

## Economía
La economía del municipio de San Pedro de Ixcatlán está basada en la agricultura, la ganadería y la pesca. La actividad forestal también es relevante, estando la industria y los servicios muy poco desarrollados.
El sector primario fue la actividad del 76% de los 2 625 trabajadores ocupados en el año 2000. La agricultura, basada en el maíz, es la actividad principal. Los trabajos se realizan en régimen de ayuda comunal, conocido aquí por chon o convite. La ganadería está compuesta por rebaños de ganado bovino y caprino, habiendo también porcino. Con el complejo hidráulico y el embalse se ha desarrollado la pesca fluvial. Las especies más relevantes son tilapia, carpa y tenguayaca, apreciándose mucho la mojarra o mojarra criolla. La explotación forestal se centra en las maderas preciosas, que se obtienen de los bosques tropicales existentes en el territorio.
El sector secundario es casi inexistente, quedando reducido a alguna industria manufacturera de las materias primas obtenidas, y a la explotación de la central hidroeléctrica. Su porcentaje en la actividad económica es de un escaso 6%.
El sector servicios, destinado a cubrir las necesidades básicas de la población y al incipiente turismo, es el segundo en importancia económica: supone un 17% de la mano de obra ocupada.

## Historia
La existencia de la población de Ixcatlán se remonta a tiempos anteriores a la llegada de Colón a América.
Sobre el año 1500 Ixcatlán ya estaba ubicado en el lugar en que hoy se encuentra, y dependía del vecino municipio de San Miguel Soyaltepec. La tradición oral dice que consiguió la independencia de San Miguel al cambiar campanas por tierras.
Otras fuentes señalan que en 1529 el lugar llamado Ayizcatl que se encontraba a orillas del Cerro Rabón fue inundado por las aguas del río Santo Domingo, pasando sus habitantes al actual Ixcatlán, lo que da pie a suponer que hay relación entre los habitantes de Ixcatlán con los de la comunidad mixteca de Ixcateco en donde hay una población llamada Santa María Ixcatlán.
En el año 1300 se sabe que el reino mazateco se dividió en dos partes, una en la sierra, Los Altos, y otra que queda en la parte baja. Los Aztecas conquistan el territorio implantando centros militares y recaudando impuestos a partir de 1456.
En 1521 Juan Márquez,  capitán de Hernan Cortés, entró en Ixcatlán. Es de suponer que fue con autorización de Gonzalo Sandoval, que al frente de 200 infantes, 35 caballos y muchos indígenas leales tenía la encomienda de la conquista de la región de Tuxtepec. Al año siguiente llega a San Pedro de Ixcatlán Juan López de Ximena, que recibe tierras y encomiendas de indios, con lo que empieza la conquista efectiva de la población.
En 1546 se establece el sistema de tributos. Según señala Cook Simpson, Ixcatlán tenía en aquel entonces 700 habitantes, siendo uno de los núcleos más poblados de la región.
El 26 de mayo de 1553 Carlos V firmaba la Real Ordenanza de la Corona española que reconocía a San Pedro de Ixcatlán. Las campanas de la iglesia tienen fechas y datos que hacen referencia al año 1600.
En 1955 se produce el llenado del embalse de la presa Presidente Alemán (Miguel Alemán Valdés había concluido su período presidencial tres años antes), por lo que una buena parte de las tierras de labor quedaron bajo las aguas, y muchos habitantes fueron reubicados en otros municipios.
En 1958, Villa Rojas da a conocer el contenido de los estudios arqueológicos que se hicieron antes del llenado del embalse y que concluyen que la zona fue habitada hace unos 2000 años. El informe dice: 

Cerca de Ixcatlán se han llevado a cabo algunas investigaciones arqueológicas antes de que terminara la presa; se encontraron figurillas y hachas ceremoniales de estilo olmeca, semejantes a las halladas en Tres Zapotes y en La Venta, dentro de la llanura del Golfo.

Un hito importante se produjo en 1964 cuando se instaló, por parte de la Comisión del Papaloapan, un sistema de agua potable. Cuatro años después se cuenta con una red de caminos transitables para vehículos de motor.

## Fiestas
En el municipio de San Pedro de Ixcatlán se celebran diferentes fiestas, tanto del municipio como de sus barrios.
La fiesta mayor es en honor a San Pedro y se celebra los días 13, 14 y 15 de mayo. Hay toda clase de festejos como baile, jaripeo (deporte parecido al rodeo), carrera de caballos, palos ensebados o carrera de lanchas.
El 29 de junio se celebra la fiesta del patrón, San Pedro, pero los festejos son menores que los de San Isidro.
En San Felipe Tilpan, se celebra a San Felipe de Jesús los días 3, 4 y 5 de febrero.
En Cerro Quemado, se celebra a San Andrés, los días 28, 29 y 30 de noviembre.

### La muerte
La muerte es un hecho que en la cultura de los habitantes de San Pedro Ixcatlán tiene una importancia y tratamiento muy relevante y especial. Se entiende la muerte con una mezcla de respeto e ironía.
La celebración de Todos Santos es una fiesta relevante. Se instalan altares y se realizan ofrendas que incluyen los más variados alimentos, siendo el principal el pan especial para la ocasión, el tradicional pan de muerto, y los panes de yema, para lo cual hay muchas panaderías. Se visitan los panteones y se acude a la danza del toxo’o.
A la muerte se la honra. Cuando alguien muere se procede con un protocolo determinado realizándose todo un ritual.
La comunidad se congrega para dar el adiós al difunto y participa del sepelio. Se baila la danza de   toxo’o y las bandas de música fúnebre acompañan con sus melodías todos los actos finales.
Los familiares, o los que presenciaron la muerte, deben avisar a todos los parientes hasta segundo grado de consanguinidad y afinidad, así como a los amigos del fallecido. Son los familiares quienes bañan el cuerpo del difunto (aunque puede ser que les ayuden otros allegados). El padrino de bautizo es el encargado de colocar en las manos del muerto un rosario nuevo y una cruz de palma bendecida el Domingo de Ramos, y de persignarlo. Esto debe ser así para que el difunto sea bien recibido en el otro mundo.
Si el muerto es un niño, se hace una túnica blanca y se le debe rezar desde el primer día. Para los rezos hay que contratar a un rezandero que será el que se encargará de ordenar cómo deben de acomodarlo. Además colocará una cruz de cal debajo del altar y rezará los misterios dolorosos durante el día, la noche y en el trayecto del sepelio.
Los toques de campanas distinguen si el fallecido es niño o adulto, o si es indígena o mestizo.
Al muerto hay que enterrarlo al otro día, a la misma hora en la que murió, excepto cuando la muerte haya sobrevenido de madrugada: si es así se espera a que amanezca el día siguiente.
De la vela se lleva a la iglesia y de allí al cementerio. Al darle tierra se pone un puño de tierra sagrada que procede de la iglesia. Al otro día se celebran los cuatro días en los que se reúnen todos de nuevo para comer; al siguiente amanecer se realiza una limpia a todos los familiares cercanos para que, como dice el rezador Conrado Julián, 

con esto se barren las huellas del muertito y así no se corre el peligro de que cause algún daño o espanto más tarde

Pasados ocho días se prepara el novenario, que durará toda una noche. Se prepara una gran comida a base maíz y carne de cerdo o pollo. A partir de las cinco de la tarde se empiezan a concentrar los asistentes que acompañan al rezador a buscar la cruz que debe donar el padrino de difunto. Antes de llegar a la casa del difunto, los familiares adoran la cruz y le echan agua bendita.
Después de la cena se inicia el ritual de levantamiento de la cruz, que se realiza por parte de los padrinos al son de los misterios del rosario, a la vez que se borra la cruz de cal que se pintó el día de fallecimiento. A las cinco de la mañana se va al cementerio a llevar y poner la cruz en la tumba del muerto. Al cementerio acuden, mayoritariamente, las mujeres. Los hombres se quedan a jugar a las cartas hasta que amanece, sin dormir.
La cena se repetirá a los 20, 40 y 47 días de fallecido y de ahí desde el primer hasta los siete años, en este último año se realiza por última vez el rito de los nueve días; se cree que el alma del ser fallecido descansa hasta los siete años.
En caso de que el fallecido fuera una mujer, los períodos de rezo son de 4, 9, 20 y 27 días, y durante los siete primeros años de su muerte.
Todos los rituales señalados van acompañados de música especialmente compuesta y ejecutada para cada ocasión. Esta es la música fúnebre, para la cual hay bandas especializadas.
Hay todo un repertorio de música fúnebre compuesto de 12 piezas de marcha y una alabanza para los velatorios, día de muertos y Semana Santa. Hay cinco marchas corridas, para cuando el cortejo va caminando, y otras 7 de valses para acompañar el velatorio y los rezos y alabanzas que las mujeres realizan en el mismo.
Las marchas se interpretan en un riguroso orden de acuerdo a su numeración. La alabanza y el miserere se tocan en casa del doliente cuando se deposita el difunto en el ataúd, y a pie de panteón. Esto mismo se hace en Semana Santa con el entierro de Cristo. Cuando se está procediendo al entierro mismo se interpretan los temas Dios nunca muere y el himno Agrarista, ya que el primero nos identifica como oaxaqueños y el segundo por ser campesino o indígena y otros. Normalmente se mantiene la interpretación desde que muere la persona, la velación, el entierro, los nueve días y los cabos de años.
La costumbre de la música fúnebre está sufriendo sin embargo un fuerte declive, siendo pocas las bandas que se están dedicando a ella.